# 西镇警魂
《西镇警魂》（英語：Longmire）是一部美国西部犯罪电视连续剧，定于2012年6月3日在A&E电视台播出。本片由John Coveny和Hunt Baldwin根据畅销作者克雷格·約翰遜所寫的《Walt Longmire Mysteries》系列小说改编而成。
2014年8月28日，A&E於第三季播畢後宣布取消本劇。爾後，華納兄弟電視公司將其播映權售給Netflix，於2014年11月19日宣布續訂第四季。Netflix在2017年11月17日播放第六季與最後一季。

## 演员

### 主要
- 羅伯特·泰勒 饰 華特·朗米爾（英语：Walt Longmire）
- 姬蒂·莎奧芙 饰 Victoria "Vic" Moretti
- 盧·戴蒙德·菲利普斯 饰 Henry Standing Bear
- 貝里·蔡斯 飾 Branch Connally
- 卡西迪·弗里曼 饰 Cady Longmire
- 亞當·巴特利（英语：Adam Bartley） 饰 Archie "The Ferg" Ferguson